# Wylie Watson
Wylie Watson (nasceu John Wylie Robertson; 6 de fevereiro de 1889 – 3 de maio de 1966) foi um ator de cinema britânico, ativo entre as décadas de 1920 e 1960.

## Filmografia selecionada
- Hawley's of High Street (1933)
- The 39 Steps (1935)
- Jamaica Inn (1939)
- She Couldn't Say No (1939)
- Danny Boy (1941)
- Mr. Proudfoot Shows a Light (1941)
- The Saint Meets the Tiger (1943)
- The Lamp Still Burns (1943)
- Tawny Pipit (1944)
- Don't Take It to Heart (1944)
- The World Owes Me a Living (1945)
- Strawberry Roan (1945)
- Kiss the Bride Goodbye (1945)
- Waterloo Road (1945)
- The Years Between (1946)
- Brighton Rock (1947)
- Things Happen at Night (1947)
- Fame Is the Spur (1947)
- No Room at the Inn (1948)
- London Belongs to Me (1948)
- Whisky Galore! (1949)
- The History of Mr. Polly (1949)
- Morning Departure (1950)
- The Magnet (1950)
- Happy Go Lovely (1951)
- The Sundowners (1960)